# Division 1 1950-51
La Division 1 1950-51 fue la 13.ª temporada del fútbol francés profesional. OGC Nice se proclamó campeón con 41 puntos, obteniendo su primer título.

## Equipos participantes
| - Bordeaux - Le Havre AC - RC Lens - Lille OSC - Olympique de Marsella - FC Nancy - OGC Nice - Nîmes Olympique - RC Paris |  | - Stade de Reims - Stade Rennais UC - CO Roubaix-Tourcoing - AS Saint-Étienne - FC Sète - FC Sochaux-Montbéliard - Stade Français FC - RC Strasbourg - Toulouse FC |

## Tabla de posiciones
| Pos. | Equipo                 | Pts. | PJ | G  | E  | P  | GF | GC | Dif. | Clasificación                |
| ---- | ---------------------- | ---- | -- | -- | -- | -- | -- | -- | ---- | ---------------------------- |
| 1    | OGC Nice (C)           | 41   | 34 | 18 | 5  | 11 | 73 | 46 | +27  | Campeón                      |
| 2    | Lille OSC              | 41   | 34 | 17 | 7  | 10 | 57 | 43 | +14  | Clasificado a la Copa Latina |
| 3    | Le Havre AC            | 40   | 34 | 18 | 4  | 12 | 59 | 43 | +16  |                              |
| 4    | Stade de Reims         | 40   | 34 | 15 | 10 | 9  | 61 | 50 | +11  |                              |
| 5    | Nîmes Olympique        | 40   | 34 | 16 | 8  | 10 | 64 | 53 | +11  |                              |
| 6    | FCG Bordeaux           | 37   | 34 | 14 | 9  | 11 | 58 | 49 | +9   |                              |
| 7    | AS Saint-Étienne       | 37   | 34 | 15 | 7  | 12 | 63 | 59 | +4   |                              |
| 8    | Olympique de Marsella  | 36   | 34 | 11 | 14 | 9  | 60 | 46 | +14  |                              |
| 9    | RC Strasbourg          | 34   | 34 | 14 | 6  | 14 | 49 | 58 | −9   |                              |
| 10   | CO Roubaix-Tourcoing   | 32   | 34 | 12 | 8  | 14 | 55 | 53 | +2   |                              |
| 11   | FC Nancy               | 32   | 34 | 13 | 6  | 15 | 66 | 66 | 0    |                              |
| 12   | FC Sochaux-Montbéliard | 32   | 34 | 13 | 6  | 15 | 52 | 56 | −4   |                              |
| 13   | RC Paris               | 32   | 34 | 12 | 8  | 14 | 53 | 59 | −6   |                              |
| 14   | Stade Rennais UC       | 31   | 34 | 13 | 5  | 16 | 63 | 69 | −6   |                              |
| 15   | FC Sète                | 30   | 34 | 12 | 6  | 16 | 47 | 53 | −6   |                              |
| 16   | RC Lens                | 29   | 34 | 10 | 9  | 15 | 59 | 77 | −18  |                              |
| 17   | Toulouse FC (D)        | 27   | 34 | 10 | 7  | 17 | 39 | 64 | −25  | Descenso a Division 2        |
| 18   | Stade Français FC (D)  | 21   | 34 | 7  | 7  | 20 | 38 | 72 | −34  | Descenso a Division 2        |

 Fuente: footballdatabase.eu
Notas:
1. ↑  El Lille fue el equipo representante francés en la Copa Latina 1951 debido a que el Nice declinó participar al ser invitado a la Copa Río 1951.
2. ↑  Ganador de la Copa de Francia

## Resultados
| Local \ Visitante      | BOR | HAV | LEN | LIL | MAR | NAN | NIC | NIM | RCP | REI | REN | ROB | SAE | SET | SOC | STF | STR | TOU |
| ---------------------- | --- | --- | --- | --- | --- | --- | --- | --- | --- | --- | --- | --- | --- | --- | --- | --- | --- | --- |
| FCG Bordeaux           | —   | 0–1 | 4–0 | 1–3 | 0–0 | 3–1 | 2–0 | 2–1 | 0–3 | 2–4 | 1–1 | 2–2 | 1–0 | 4–0 | 3–1 | 4–1 | 3–0 | 3–1 |
| Le Havre AC            | 2–2 | —   | 4–1 | 0–1 | 1–0 | 1–1 | 4–1 | 2–4 | 2–0 | 3–0 | 3–1 | 1–0 | 4–1 | 1–0 | 3–1 | 3–0 | 0–1 | 2–2 |
| RC Lens                | 1–1 | 2–1 | —   | 2–1 | 1–1 | 0–2 | 2–0 | 4–2 | 1–1 | 2–1 | 1–2 | 4–4 | 2–3 | 3–0 | 3–1 | 5–0 | 1–1 | 2–2 |
| Lille OSC              | 3–0 | 1–0 | 5–0 | —   | 2–1 | 0–0 | 1–3 | 1–0 | 1–1 | 1–1 | 2–0 | 0–1 | 4–3 | 3–1 | 2–1 | 1–1 | 3–1 | 2–0 |
| Olympique de Marsella  | 3–3 | 3–1 | 3–0 | 1–1 | —   | 2–1 | 3–0 | 1–1 | 4–2 | 0–2 | 1–1 | 1–2 | 7–0 | 1–2 | 0–0 | 0–0 | 2–2 | 3–1 |
| FC Nancy               | 2–2 | 6–1 | 4–2 | 1–2 | 5–1 | —   | 1–2 | 3–0 | 0–1 | 0–2 | 3–2 | 2–1 | 4–2 | 2–2 | 3–4 | 2–1 | 2–1 | 0–3 |
| OGC Nice               | 4–1 | 0–0 | 5–0 | 4–1 | 2–2 | 5–0 | —   | 2–0 | 3–0 | 1–2 | 3–6 | 3–0 | 0–0 | 2–1 | 2–1 | 5–1 | 4–1 | 2–1 |
| Nîmes Olympique        | 2–2 | 2–3 | 5–3 | 2–4 | 2–1 | 3–0 | 1–1 | —   | 4–2 | 3–0 | 3–0 | 2–1 | 1–0 | 1–0 | 3–3 | 6–2 | 1–0 | 3–1 |
| RC Paris               | 1–0 | 2–3 | 1–3 | 2–0 | 1–1 | 2–0 | 0–3 | 0–2 | —   | 0–0 | 4–2 | 1–2 | 2–2 | 3–2 | 4–1 | 1–1 | 2–4 | 1–1 |
| Stade de Reims         | 2–3 | 2–0 | 4–2 | 4–3 | 1–1 | 2–2 | 2–4 | 1–1 | 2–2 | —   | 0–1 | 3–1 | 0–0 | 3–1 | 3–1 | 2–0 | 3–1 | 4–1 |
| Stade Rennais UC       | 4–2 | 0–4 | 1–2 | 0–0 | 2–1 | 3–5 | 3–1 | 1–2 | 3–4 | 2–2 | —   | 4–1 | 6–0 | 2–0 | 2–1 | 1–3 | 3–4 | 6–0 |
| CO Roubaix-Tourcoing   | 1–1 | 2–3 | 4–1 | 3–0 | 1–1 | 3–0 | 0–0 | 2–0 | 1–4 | 2–1 | 3–0 | —   | 2–2 | 6–0 | 1–2 | 3–1 | 0–1 | 3–2 |
| AS Saint-Étienne       | 1–0 | 1–0 | 4–1 | 5–1 | 1–2 | 3–1 | 3–2 | 1–1 | 2–1 | 1–1 | 3–0 | 3–0 | —   | 0–2 | 3–0 | 3–0 | 1–1 | 4–0 |
| FC Sète                | 1–0 | 1–2 | 1–1 | 1–1 | 3–1 | 2–1 | 2–1 | 1–1 | 5–1 | 5–2 | 1–2 | 2–0 | 4–1 | —   | 1–1 | 2–0 | 2–1 | 0–1 |
| FC Sochaux-Montbéliard | 1–0 | 1–0 | 3–2 | 0–4 | 1–2 | 3–3 | 3–2 | 4–0 | 0–1 | 2–0 | 2–2 | 1–1 | 0–2 | 1–0 | —   | 0–1 | 5–0 | 2–1 |
| Stade Français FC      | 1–2 | 1–0 | 2–2 | 0–2 | 2–4 | 1–4 | 0–4 | 2–3 | 0–3 | 1–1 | 6–0 | 1–0 | 4–0 | 3–2 | 0–3 | —   | 0–0 | 1–2 |
| RC Strasbourg          | 0–2 | 1–4 | 1–1 | 1–0 | 2–2 | 1–5 | 2–1 | 2–1 | 3–0 | 0–1 | 1–0 | 3–1 | 2–6 | 1–0 | 2–0 | 2–1 | —   | 6–1 |
| Toulouse FC            | 1–2 | 2–0 | 3–2 | 2–1 | 0–4 | 3–0 | 0–1 | 1–1 | 1–0 | 1–3 | 0–1 | 1–1 | 3–2 | 0–0 | 0–2 | 0–0 | 1–0 | —   |

Promovidos de la Division 2, quienes jugarán en la Division 1 1951/52:
- Olympique Lyonnais: Campeón de la Division 2
- FC Metz: Subcampeón de la Division 2

## Goleadores
| #  | Jugador                 | Nacionalidad     | Club              | Goles |
| -- | ----------------------- | ---------------- | ----------------- | ----- |
| 1  | Roger Piantoni          | Francia          | FC Nancy          | 28    |
| 2  | Jean Courteaux          | Francia          | OGC Nice          | 27    |
| 3  | Henri Baillot           | Francia          | Bordeaux          | 22    |
| 4  | Michel Levandowski      | Francia Alemania | RC Lens           | 21    |
| -  | Jean Grumellon          | Francia          | Stade Rennais UC  | 21    |
| 6  | Jean Saunier            | Francia          | Le Havre AC       | 20    |
| -  | Bram Appel              | Países Bajos     | Stade de Reims    | 20    |
| 8  | Jean Baratte            | Francia          | Lille OSC         | 19    |
| 9  | Marcel Rouvière         | Francia          | Nîmes Olympique   | 17    |
| 10 | Léon Deladerrière       | Francia          | FC Nancy          | 15    |
| -  | Pär Bengtsson           | Suecia           | OGC Nice          | 15    |
| -  | Jean-Jacques Kretschmar | Francia          | Roubaix-Tourcoing | 15    |